# Lepsius-I-Pyramide

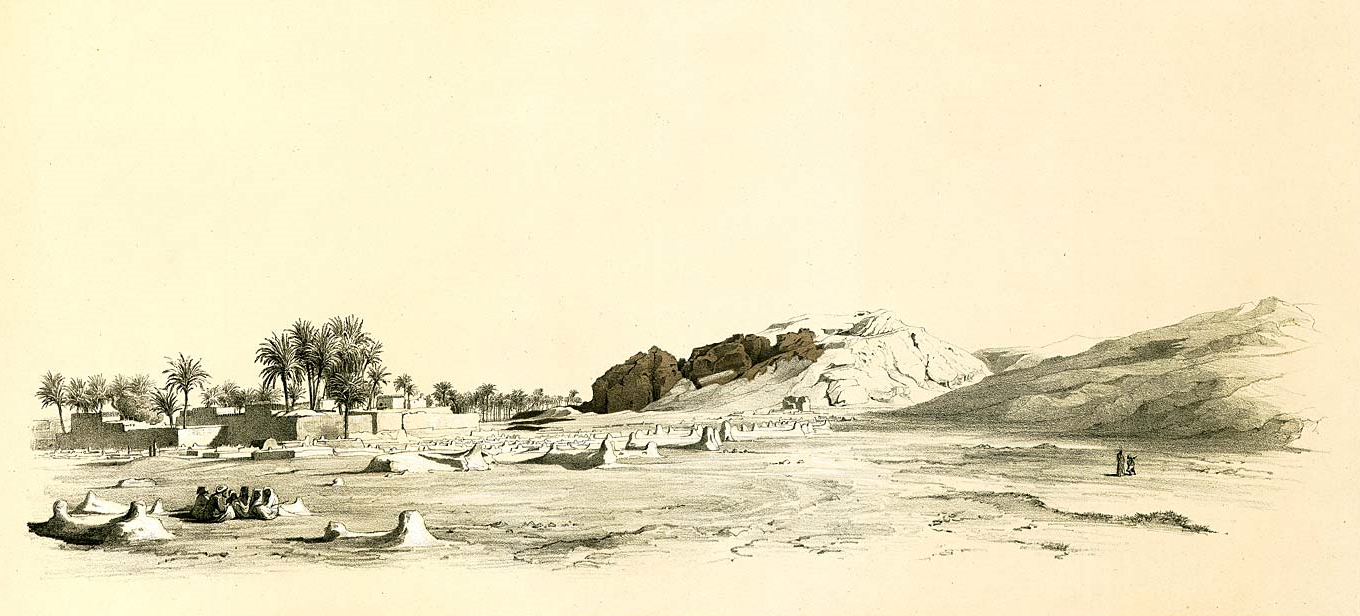
Nordwest-Ansicht der Überreste der Lepsius-I-Pyramide (Karl Richard Lepsius, Denkmaeler aus Aegypten und Aethiopien, 1842)

Die Lepsius-I-Pyramide ist die Ruine eines großen Lehmziegelmonuments in Abu Roasch bei Kairo, das bislang keinem Herrscher eindeutig zugeschrieben werden konnte. Sie befindet sich östlich der Radjedef-Pyramide. Der Pyramidencharakter des Bauwerks ist umstritten.

## Erforschung
Das Monument wurde  1837 von John S. Perring erstmals untersucht. Er hielt es für eine sehr frühe Pyramide und glaubte deshalb hierin die Pyramide des Uenephes und in den Ruinen, die sich in Richtung Kirdasa befinden, den Ort Kochome zu erkennen. Manetho überliefert, dass Uenephes, der vierte Pharao der 1. Dynastie, eine Pyramide in Kochome (altgr. Κωχώμη) errichtet habe.
1842 wurde die Pyramide von Karl Richard Lepsius vermessen und als Ziegelpyramide Nr. I in seiner Pyramidenliste katalogisiert. In einem Schacht fand er einen unbeschrifteten, grob behauenen Sarg, den auch schon Perring beschrieben hatte. Zu seiner Zeit war das Bauwerk noch 17 m hoch. Doch berichtet er, dass täglich Ziegel für den Hausbau oder zum Düngen der Felder abtransportiert wurden, so dass heute nur noch der Felskern erhalten ist. Er schätzte die ursprüngliche Höhe auf etwa 145 m.
I. E. S. Edwards vermutete hingegen, dass das Monument die Ruine einer großen Lehmziegelmastaba sei. Eine detaillierte Untersuchung fand erst 1985–1986 durch Nabil M. Swelim statt, der das Monument als Ruine einer großen Lehmziegelpyramide identifizierte. Diese Untersuchung ist bislang die einzige, die sich im Detail mit dieser Pyramide beschäftigte. Die Zuordnung als Pyramide ist aufgrund des geringen Erhaltungsgrades jedoch bislang umstritten.

## Datierung und Zuordnung
Bisher konnte das Bauwerk weder genau datiert noch einem bestimmten Pharao zugeordnet werden. Es wurden auch keine Inschriften oder Artefakte gefunden, die einen Rückschluss auf den Erbauer zulassen. Da sie in ihren Eigenschaften einzigartig unter den ägyptischen Pyramiden ist, lässt sie sich nicht ohne weiteres in einen Kontext einordnen.
Ihre immense Größe deutet auf ein Bauwerk der 3. oder 4. Dynastie hin, während die Lehmziegel als Baumaterial für Pyramiden in der 12. und 13. Dynastie verwendet wurden.
Eine Fertigstellung ist unwahrscheinlich, ebenso eine Bestattung in der Grabkammer, da in den Felskern über 30 Felsengräber eingehauen wurden, die auf die 5. und 6. Dynastie datiert werden. Das deutet darauf hin, dass die Pyramide zu diesem Zeitpunkt bereits eine als Grabstätte aufgegebene Ruine war.
Meist wird das Bauwerk Huni (3. Dynastie) zugeordnet. Swelim schlägt alternativ Neferka (4. Dynastie) vor. Eine weitere, kleinere Lehmziegelpyramide, die Pyramide von Athribis, wird in einen ähnlichen zeitlichen Rahmen eingeordnet.

## Aufbau
Die Pyramide wurde aus einfachen Lehmziegeln ohne Stroh als Füllstoff um einen großen Felskern errichtet. Die Lagen der Ziegel neigen sich mit 75°-76° nach innen, ähnlich wie die Steinlagen der Stufenpyramiden der 3. Dynastie. Die Basislänge der Pyramide betrug nach Swelim 215 Meter bei einer geplanten Höhe von 107,5 bis 150,5 Metern. Damit lag die Lepsius-I-Pyramide in der Größenordnung wie die Chephren-Pyramide. Ob das Bauwerk als Stufenpyramide fertiggestellt werden sollte oder ob es mit einer Außenverkleidung als echte Pyramide geplant war, ist nicht geklärt.

## Substruktur
Die Grabkammer mit einer quadratischen Grundfläche von 5,5 Metern Seitenlänge und 5 Metern Höhe ist in den Felskern gehauen. Ein Korridor mit 25° Neigung führt von Norden zu der Grabkammer. Weitere Kammern und Galerien wie in den Stufenpyramiden von Djoser, Sechemchet und Chaba existieren nicht.

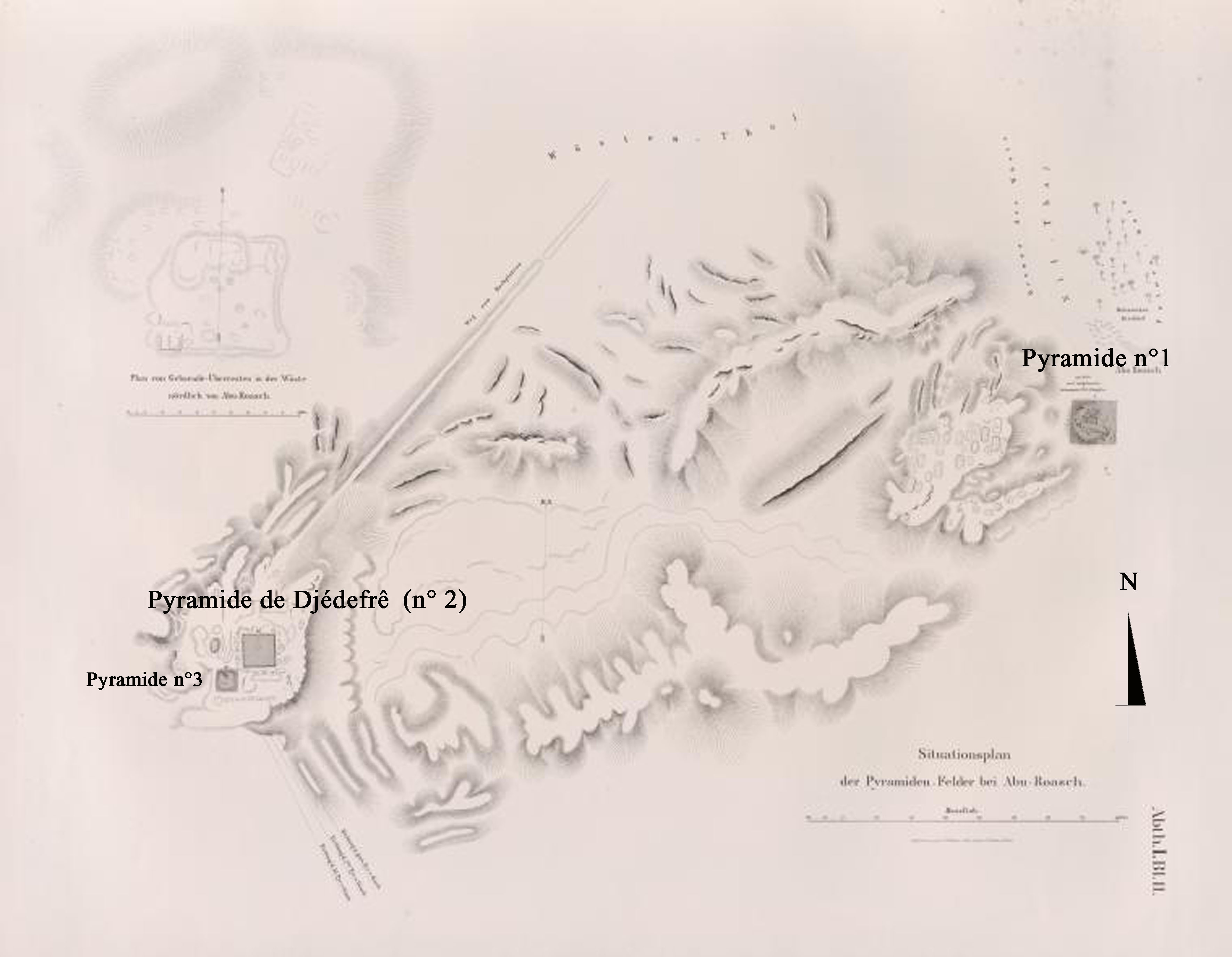
Position der Pyramide auf Lepsius' Karte
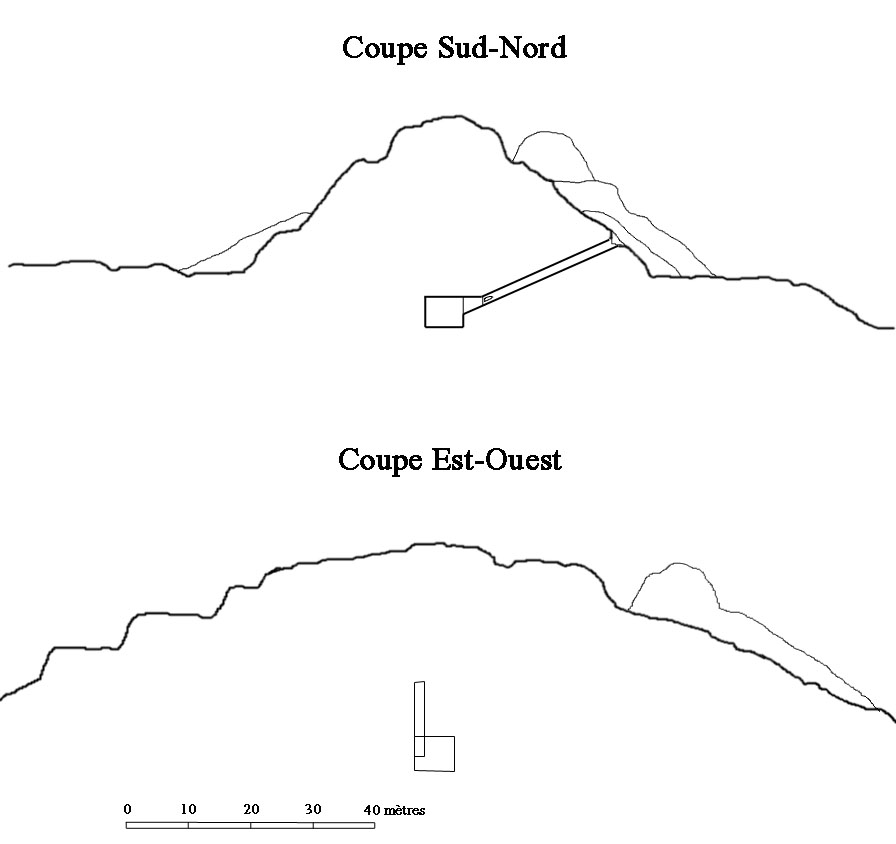
Ruinen der Lepsius-I-Pyramide
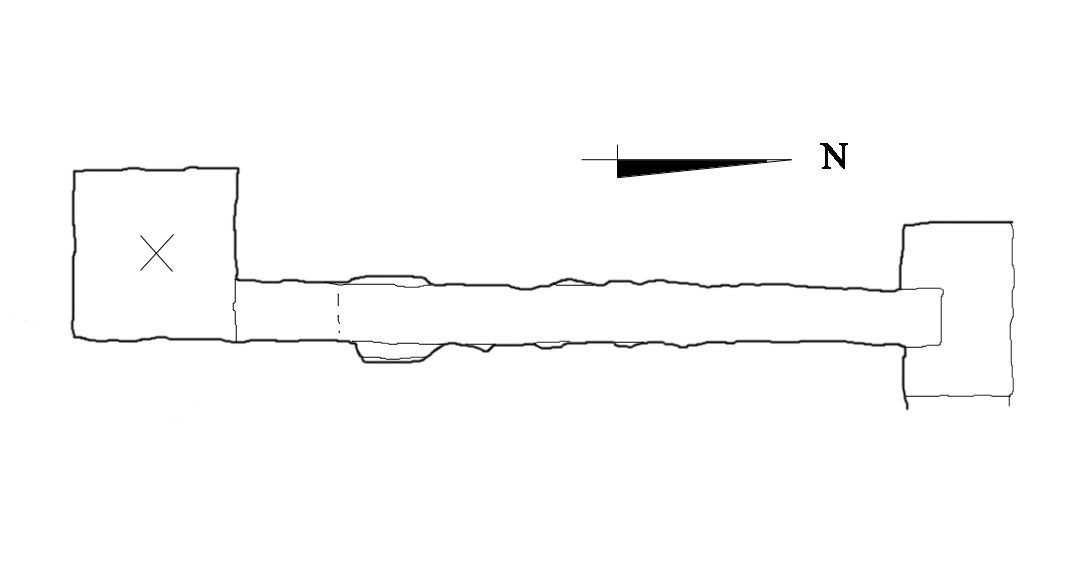
Grabkammer der Lepsius-I-Pyramide (Aufsicht)
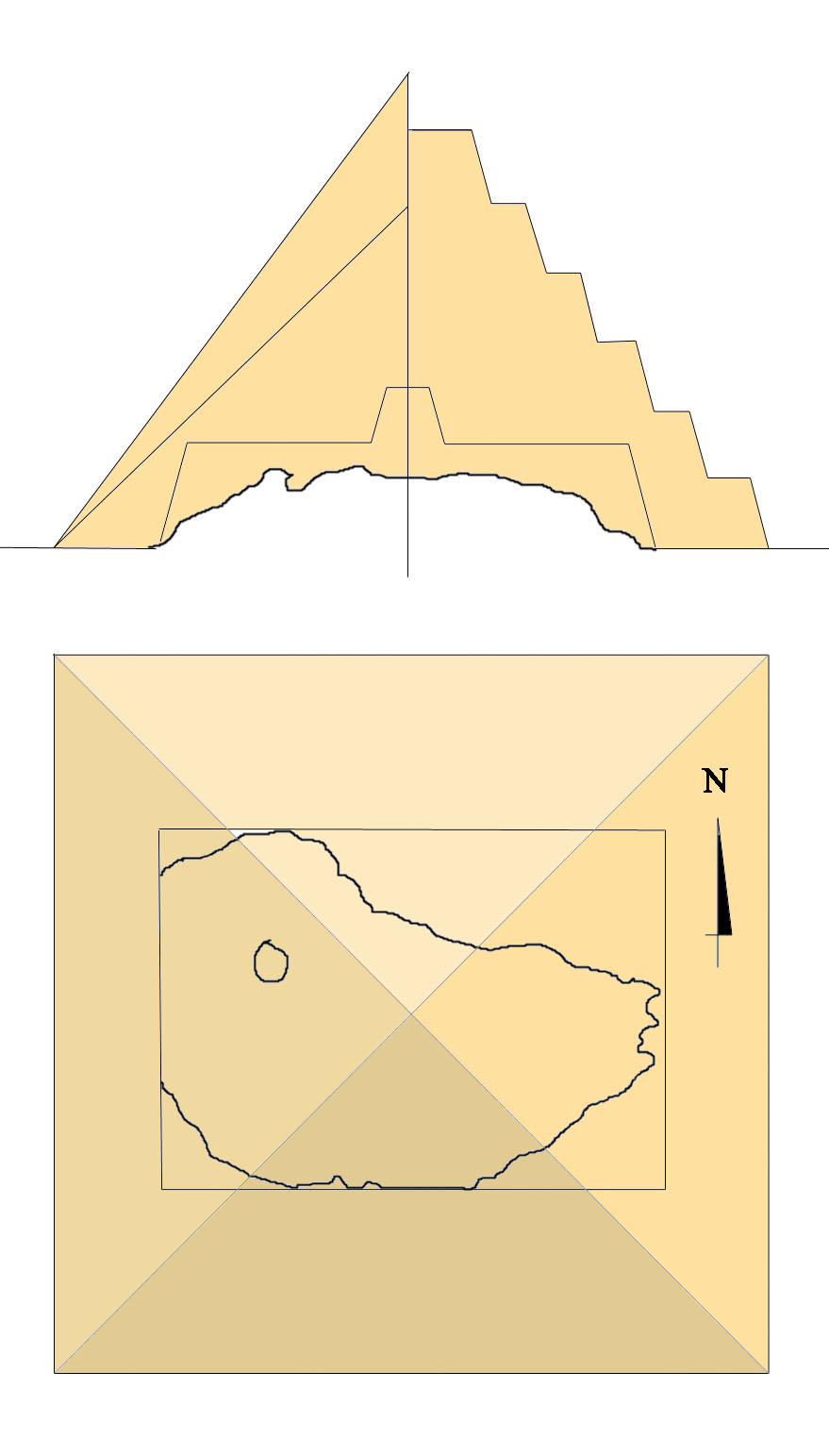
Rekonstruktionen der Lepsius-I-Pyramide (nach Nabil M. Swelim)